# 努凡 (佛蒙特州)
努凡（英語：Newfane）位于美国佛蒙特州南部的一个镇，是溫德姆郡的县治所在，面积104.6平方公里。根据2020年美國人口普查，共有1,645人。

## 地理
根据美国人口调查局数据努凡总面积104.6平方公里，其中104.2平方公里为陆地面积，0.4平方公里为水域面积，占总面积的0.35%。

## 人口
根据2000年人口普查努凡有1680名居民，分693个户和464个家庭。其人口密度为每平方公里16.1人。其中98.10%为白人、0.18%为非裔美国人、0.30%为美洲土著人、0.12%为亚裔美国人、0.12%为太平洋土著人、0.06%为其它人中、1.13%为混血儿。西班牙裔或其他拉丁美洲裔的人占0.95%。
镇上693个户中31.3%有18岁以下的未成年人、57.1%是结婚夫妇、6.3%是带孩子的单身妇女、33.0%不是家庭、24.1%是单身汉、7.8%有65岁以上的老年人。平均每户2.42人，每个家庭2.88人。
镇内的人口结构为23.9%在18岁以下、4.6%在18至24岁之间、27.6%在25至44岁之间、32.4%在45至64岁之间、11.5%在65岁以上。平均年龄为42岁。女子对男子的性别比为100：91.6，成年人的性别比为100：92.8。
镇上每户平均年收入为45,735美元，家庭的平均年收入为51,328美元，男子的平均年收入为33,882美元，女子的平均年收入为27,426美元。人均年收入为22,215美元。约4.7%的家庭和5.1%的人口生活在贫困线以下，其中包括2.1%的未成年人和7.9%的老年人。

## 政治
2006年努凡成为美国第一个市民通过决议要求弹劾乔治·沃克·布什总统的镇。

## 名人
- 約翰·加爾布雷斯，经济学家
- 尤金·菲尔德，诗人，作家和记者